# Yüksel Şanlı
Yüksel Şanlı (Rize, 14 novembre 1973) è un lottatore allenatore di lotta turco, specializzato nella lotta libera.

## Biografia
La sua squadra di club è stata il Tedaş SK di Ankara. È stato allenato dal lottatore Yakup Topuz.
Ha rappresentato la Turchia ai Giochi olimpici estivi di Atlanta 1996, in cui si è classificato 15º nel torneo dei 68 kg, e Sydney 2000, dove si piazzato 9º nel torneo dei 69 kg.
Ai mondiali di Ankara 1999 ha vinto il bronzo nei -69 kg.
Ha ottenuto un titolo continentale agli europei di Bratislava 1998 e due medagli d'argento a Friburgo 1995 e Varsavia 1997 nei -68 kg.
Ai Giochi del Mediterraneo di Bari 1997 e Tunisi 2001 è riuscito a vincere l'oro nei -69 kg.
Dopo il ritiro dall'attività agonistica è divenuto allenatore di lotta. Tra gli altri, ha allenato Süleyman Atlı e Selahattin Kılıçsallayan.

## Palmarès
- Mondiali

Ankara 1999: bronzo nei -69 kg;
- Europei

Friburgo 1995: argento nei -68 kg;
Varsavia 1997: argento nei -68 kg;
Bratislava 1998: oro nei -69 kg;
- Giochi del Mediterraneo

Bari 1997: oro nei -69 kg;
Tunisi 2001: oro nei -69 kg;